# Sarah Huckabee Sanders
Sarah Elizabeth Huckabee Sanders, född 13 augusti 1982 i Hope i Arkansas, är en amerikansk politisk tjänsteman och politiker som är guvernör i Arkansas sedan 2023. Hon var Vita husets pressekreterare i Trumps kabinett från den 21 juli 2017 (efter att Sean Spicer avgått) till juni 2019. Hon är den första kvinnan att inneha ämbetet som guvernör i Arkansas. 
Sarah Sanders är dotter till den republikanska politikern Mike Huckabee.
Med utgivandet av Mueller-rapporten i april 2019 visades det att Sanders hade erkänt till utredare att hon hade gjort falska uttalanden till allmänheten som pressekreterare.
Den 13 juni 2019 meddelade president Trump på Twitter att Sanders skulle lämna sin roll som pressekreterare den 30 juni.

## Karriär
Huckabee Sanders arbetade för sin far Mike Huckabees presidentkampanj under primärvalen i presidentvalet 2016. När han valde att dra tillbaka sin kandidatur började hon istället arbeta för den republikanska kandidaten Donald Trumps presidentkampanj. Trump vann senare presidentvalet. Efter Trumps presidentinstallation den 20 januari 2017 tillträdde hon som Vita husets vice pressekreterare under Sean Spicer. Den 21 juli 2017 valde pressekreterare Spicer att avgå från ämbetet, varpå Huckabee Sanders utsågs till Vita husets pressekreterare. Hon blev därmed den tredje kvinnan genom tiderna att inneha ämbetet som pressekreterare.
Hon fanns med på Time Magazines lista "40 under 40" över de 40 mest inflytelserika personerna under 40 år i amerikansk politik 2010.